# James Elton
James Frederick Elton (* 3. August 1840; † 13. Dezember 1877 in Ugogo, Tansania) war ein englischer Afrikareisender und Verwalter in den Kolonien in Ostafrika.
James Elton trat 1857 in die ostindische Armee ein, nahm am englischen Feldzug in China teil und schloss sich 1863 dem französischen Besatzungsheer in Mexiko an. Er bereiste von 1868 bis 1871 Transvaal und Natal, wobei er den unteren Limpopo erforschte.
Darauf 1873 zum Vizekonsul in Sansibar, 1875 zum Konsul in Mosambik ernannt, besuchte er zur Eindämmung des Sklavenhandels wiederholt die Küste von Ostafrika. 1877 ging er zum Nyassasee und überstieg mit Henry Bernard Cotterill das 4400 m hohe Kondigebirge am Nordende des Sees, erlag aber den Anstrengungen am 13. Dezember 1877 bei Usecha in Ugogo (Ostafrika) infolge eines Sonnenstichs.
Seine Tagebücher wurden nach seinem Tod von Henry Bernard Cotterill überarbeitet und vervollständigt und 1879 in London veröffentlicht.

## Veröffentlichungen
- With the French in Mexico. 1867
- Extracts from the journal of an exploration of the Limpopo. 1871
- Special reports upon the goldfield at Marabastadt and upon the Transvaal Republic. 1872
- From Natal to Zanzibar. 1873
- Travels and researches among the lakes and mountains of Eastern and Central Africa. 1879